# Roßwein
Roßwein é um município da Alemanha, situado no distrito de  Mittelsachsen, no estado da Saxônia. Tem 43,94 km² de área, e sua população em 2019 foi estimada em 7.502 habitantes.